# Lita (album)
Pour la chanteuse connue sous le nom de Lita, voir Amy Dumas.
Albums de Lita Ford
Dancin' on the Edge
(1984) Stiletto
(1990)
Lita est le 3e album studio de Lita Ford sorti en février 1988 sous RCA Records. Ozzy Osbourne a été invité pour chanter en duo sur le titre Close My Eyes Forever, d'autres artistes ont contribué à l'écriture de chansons comme Lemmy Kilmister et Nikki Sixx.
L'album s'est classé à la 29e position au Billboard 200 la semaine du 28 mai 1988. L'album s'est également classé à la 42e position au Canada et à la 45e en Nouvelle-Zélande. Lita Ford a été récompensée pour son album éponyme aux États-Unis par la Recording Industry Association of America, d'abord certifié disque d'or le 24 mai 1988 puis disque de platine le 9 juin 1989, dépassant le million d'exemplaires vendus. L'album est également certifié disque d'or au Canada le 28 septembre 1988.

## Liste des titres
| No  | Titre                      | Auteur                                  | Durée |
| --- | -------------------------- | --------------------------------------- | ----- |
| A1. | Back to the Cave           | Lita Ford, David Ezrin, Mike Chapman    | 4:01  |
| A2. | Can't Catch Me             | Lita Ford, David Ezrin, Lemmy Kilmister | 3:58  |
| A3. | Blueberry                  | Mike Chapman                            | 3:47  |
| A4. | Kiss Me Deadly             | Mick Smiley                             | 3:59  |
| A5. | Falling In and Out of Love | Lita Ford, David Ezrin, Nikki Sixx      | 5:07  |
| B1. | Fatal Passion              | Lita Ford, David Ezrin, Punky Peru      | 4:41  |
| B2. | Under the Gun              | Lita Ford                               | 4:48  |
| B3. | Broken Dreams              | Lita Ford, David Ezrin                  | 5:12  |
| B4. | Close My Eyes Forever      | Lita Ford, Ozzy Osbourne                | 4:42  |

## Composition du groupe
- Lita Ford - chants & guitare
- Don Nossov - basse
- David Ezrin - claviers
- Myron Grombacher - batterie

Musiciens additionnels
- Ozzy Osbourne - chants sur Close my Eyes Forever
- Craig Krampf - guitare
- Mike Chapman - chœurs & producteur
- Llory McDonald - chœurs

## Singles
| No | Single                     | Sortie | Face-B        | Mainstream Rock | Billboard Hot 100 |
| -- | -------------------------- | ------ | ------------- | --------------- | ----------------- |
| 1  | Close My Eyes Forever      | 1988   | Under the Gun | 25              | 8                 |
| 2  | Kiss Me Deadly             | 1988   | Broken Dreams | 40              | 12                |
| 3  | Back to the Cave           | 1988   | Under the Gun | 22              | —                 |
| 4  | Falling In and Out of Love | 1989   | Fatal Passion | 37              | —                 |

## Charts
| Pays                       | Meilleure position | Réf   |
| -------------------------- | ------------------ | ----- |
| Canada (RPM)               | 42                 | [ 4 ] |
| États-Unis (Billboard 200) | 29                 | [ 2 ] |
| Nouvelle-Zélande (RIANZ)   | 45                 | [ 5 ] |